# Duanty
Duanty – są to dwie komory cyklotronu, które stanowią całość jako para. Do duantów jest podłączony oscylator wytwarzający zmienny prąd o wielkiej częstotliwości i wysokim napięciu. Wewnątrz duantów wytworzone jest pole magnetyczne powodujące zakrzywienie torów naładowanych cząstek. Każdorazowe przejście cząstki przez pole elektryczne występujące w przerwie między duantami powoduje przyśpieszanie cząstki. Aby to mogło zajść, okres zmian prądu musi odpowiadać okresowi cząstki w ruchu obrotowym w polu magnetycznym duantów.